# Chappal Waddi
Chappal Waddi es una montaña en el país africano de Nigeria y, con 2419 metros, es el punto más alto de esa nación. Se encuentra ubicado en el estado de Taraba, cerca de la frontera con Camerún, en la Reserva Forestal Gashaka (Parque Nacional Gashaka-Gumpti). Chappal Wadi es a veces citado como el punto más alto en el oeste de África, si no se considera en la región a Camerún como parte de esta.